# 国际会计准则第34号
国际会计准则第34号（IAS 34）中期財務報告是国际会计准则之一，簡稱：IAS 34，生效始自1999年1月1日，目的是統一按標準化編寫财务报表。
IAS 34规定中期财务报告的基本内容，确认和计量原则。中期财务报告的及时和可靠，有助投资者及债权人等閱讀者，明白該報告企业的盈利和现金流等的财务能力。

## 選擇性
中期财务报告相對於（年終）期未報告。為使有更高的企業資訊透明度和及時、有效管治，中期财务报告是值得鼓勵的。
如果報告企业的中期财务报告自稱是符合国际会计准则，就即是其应該符合此准则的其他所有條號的要求。

## 相關术语
- 中期：是指短於一整個财务年度的财务报告期间，例如少於12個月。
- 中期财务报告：是指包涵中期的一套完整财务报表，例如半年报告或者季度报告等。

## 中期财务报告的内容
1. 资产负债表
2. 購銷損益帳
3. 权益变动表
4. 現金流量表
5. 會計政策和说明性附註

## 相關
- 《國際會計準則第1號（IAS 1）財務報表的表述》
- 《國際會計準則第8號（IAS 8）本期淨損益、基本錯誤和會計政策的變更》
- 《國際會計準則第14號（IAS 14）分部報告》
- 会计政策的一政性原則